# Joan van de Kraats

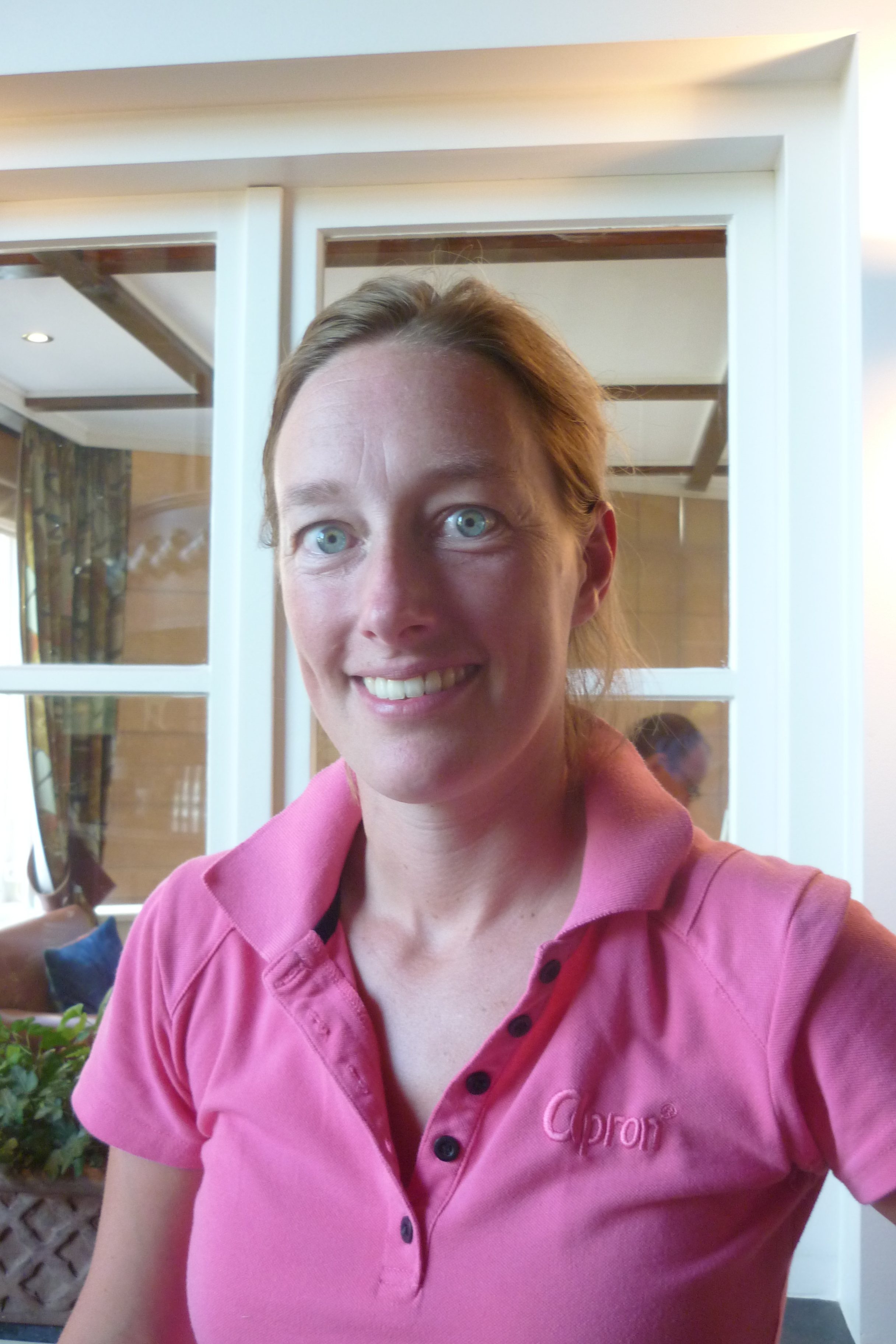
Joan van de Kraats in 2012

Joan van de Kraats is een Nederlandse golfster uit Eindhoven.
In 1996 ging Van der Kraats in Utrecht rechten studeren. Met hulp van de studiebegeleider kon zij dat goed met golf combineren.
In 2002 en 2007 won Van der Kraats het Brabants Open. In 2006 won ze het Open NK Matchplay na een finale tegen Myrte Eikenaar. Bij het NK Strokeplay van 2009 eindigde ze op de 3de plaats achter Christel Boeljon en Maaike Naafs.
In 2011 speelde Van der Kraats in het Oranje-team dat naar het Europees Landen Team Kampioenschap met Tessa de Bruijn, Myrte Eikenaar, Caroline Karsten, Varin Schilperoord en Karlijn Zaanen. In het voorafgaande strokeplaytoernooi kwalificeerden de dames zich voor het matchplaytoernooi.

## Gewonnen
- 199?: Canon European International U21
- 2002: Ormit Golf Tour op Cromstrijen, Brabants Open (+5)
- 2006: Open NK Matchplay
- 2007: Brabants Open (-20

### Teams
- Europees Landen Team Kampioenschap: 2011